# 青山道夫
青山 道夫（あおやま みちお、1902年4月8日 - 1978年7月9日）は、日本の法学者。民法学者で家族法の権威。九州大学名誉教授。西南学院大学教授、東京経済大学教授を歴任。

## 経歴
宮城県出身。1927年に東京帝国大学法学部卒。大倉高等商業学校（現東京経済大学）教授、1944年九州帝国大学教授。1963年に九州大学を定年退官は、西南学院大学教授、東京経済大学教授を歴任。1972年には弁護士登録を行った。マリノフスキー、モルガンらの文化人類学的研究を翻訳。戦後の家族法の改正にあたり、民主的な改革を主張した。
1978年7月9日、肺炎のため東京都武蔵野市の武蔵野総合病院にて死去。76歳。

## 著書
- 親族法大要 時潮社 1937
- 相続法大要 時潮社 1940
- 家族 白揚社 1942（現代生活群書）
- 身分法研究 判例 日本評論社 1943
- 日本家族制度の研究 巌松堂書店 1947
- 新しい民法 惇信堂 1947
- 転換期の家族制度 春光社 1948
- 家族史の諸問題 竜吟社 1949
- 民法入門 日本学灯社 1949
- 身分法概論 法律文化社 1950（新文化叢書）
- 近代家族法の研究 有斐閣 1952
- 民法について 改正民法と近代家族法の形成 宝文館 1953（NHK教養大学）
- 家族・人間・社会 平和とヒューマニティーを求めて 法律文化社 1955（新文化選書）
- 家族法入門 市民のための家族法 法律文化社 1955（新文化選書）
- 民法大意 上  青林書院 1955
- 民族法学序説 酒井書店 1955
- 相続法 評論社 1956（新法学全書）
- みんなの法律 法律文化社 1957
- 近代家族法の研究 続 有斐閣 1958
- 家族法論 法律文化社 1958（法学叢書）
- 暮しのなかの法律 みんなの法律 第1 法律文化社 1960
- 家庭の法律相談室 みんなの法律第2 法律文化社 1960
- 現代の家族法 1964（岩波新書）
- 家族制度論 法律文化社 1964（市民教室）
- 新しい家庭を考える 法律文化社 1967（新文化選書）
- 市民社会と家族法 法律文化社 1970
- 季節・人間・文化 法律文化社 1978.9
- 日本家族制度論 九州大学出版会 1978.6

## 共編著
- 大衆法律講座 第4巻 親族法・相続法 三宅正太郎共著 非凡閣 1934
- 法学概論 舟橋諄一共編 有斐閣 1952
- 婦人の解放 婦人と基本的人権 後藤清共著 法律文化社 1952（新文化選書）
- 権利の濫用 末川先生古稀記念論文集刊行委員会編 有斐閣 1962
- 民法概説 中尾英俊共著 法律文化社 1963（法学叢書）
- アフリカの土地慣習法の構造 アジア経済研究所 1963（アジア経済研究シリーズ）
- 親子 中川善之助共編 第一法規出版 1969（実用法律事典）

## 翻訳
- 婚姻と離婚 ウエスターマルク 改造文庫 1933
- 慣習と権利 パウル・ヴィノグラドフ 岩波文庫 1934
- 国家及家族感情の起原 ロウイ、ブリフオルト 時潮社 1935（時潮叢書）
- 国家・議会・法律 カール・シュミット 堀真琴共訳 世界全体主義大系 第4 白揚社 1939
- 未開社會に於ける犯罪と慣習 マリノウスキー 改造文庫 1942.6
- 古代社会 L・H・モルガン 岩波文庫（上下） 1958-61
- 未開家族の論理と心理 マリノウスキー 有地亨共訳　法津文化社 1960（新文化選書）
- 国家の起源 ロバート・H・ローウィ 社会思想社 1974

## 記念論集
- 家族の法社会学 青山道夫教授還暦記念 法律文化社 1965

## 参考
- 日本人名大辞典